# 11. Infanterie-Division (Wehrmacht)
Die 11. Infanterie-Division (11. ID) war ein Großverband des Heeres der deutschen Wehrmacht.

## Divisionsgeschichte

### Aufstellung
Die 11. Infanterie-Division wurde im Oktober 1934 unter der Tarnbezeichnung Infanterieführer I im Rahmen der Aufrüstung der Wehrmacht auf zunächst 21 Infanterie-Divisionen aus Teilen der 1. Division der Reichswehr aufgestellt. Nach der Einführung der allgemeinen Wehrpflicht im März 1935 und der Enttarnung der Verbände bildete sie mit der 1. und 21. Infanterie-Division das I. Armeekorps im Wehrkreis I (Königsberg). Die Division war in Ostpreußen in den Garnisonen Allenstein, Ortelsburg, Bischofsburg, Sensburg und Heilsberg stationiert. Nachdem im dünn besiedelten Ostpreußen und Ermland nicht genug Personal zur Verfügung stand, wurde der Verband vor allem durch Rekruten aus dem Rheinland und Westfalen verstärkt.

### Polenfeldzug
Für den Angriffskrieg gegen Polen rückte die 11. ID in den Raum Neidenburg-Soldau. Am 1. September 1939 um 4.45 Uhr überschritt sie südostwärts Neidenburg die Grenze. Bereits am 3. September 1939 gelang der Durchbruch durch die polnischen Verteidigungslinien Richtung Mlawa. In den folgenden Tagen stieß die 11. ID bis südlich Warschau vor.
Bis Anfang November 1939 blieb die Division zur Sicherung im besetzten polnischen Gebiet und verlegte dann zur Umgruppierung und weiteren Ausbildung in den Raum Remscheid.

### Westfeldzug
Bei Beginn des Westfeldzugs am 10. Mai 1940 wurde die Division als Heeresgruppenreserve nach Maastricht befohlen, stieß dann durch Holland, Belgien und Nordfrankreich über Lille bis südlich der Somme vor, um von dort aus die entlang der Loire ausweichenden französischen Truppen bis nach Südwestfrankreich zu verfolgen. Anschließend übernahm die Division Sicherungsaufgaben an der Atlantikküste.
Am 3. März 1941 verlegte die Division erneut nach Ostpreußen.

### Unternehmen Barbarossa
Ab dem 22. Juni 1941 nahm der Verband am Angriff auf die Sowjetunion unter der Heeresgruppe Nord teil. Nach der Einnahme von Schaulen und Riga erzwang die Division den Übergang über die Düna und erreichte schließlich über die alte russische Grenze vorstoßend Ende September Nowgorod am Ilmensee. Die Division ging nördlich Tschudowo zur Verteidigung über und nahm anschließend am Angriff längs des Wolchow teil. Ende Dezember 1941 wurde die Division in den Raum zwischen Wolchow und Kusinka zurückgenommen.

### 1942
Im Sommer 1942 nahm sie an der Verteidigungsschlacht um dem Brückenkopf Kirischi und an zahlreichen Verteidigungsgefechten südlich des Ladoga-Sees teil.

### 1943
Während des Jahres 1943 gehörte die Division zu den Verbänden, die an der Leningrader Blockade beteiligt waren.

### 1944
Im Januar 1944 folgte die Division der allgemeinen Rückzugsbewegung auf Narwa. Ab 18. September wurde Estland geräumt und die Division nach Kurland verlegt, wo sie an der 1.–6. Kurlandschlacht teilnahm.

### Kriegsende
Am 7. Mai 1945 konnten noch zwei Drittel der Division im Hafen von Libau nach Westen verschifft werden. Die Reste der Division, im Wesentlichen das GR 23 und AR 11, kapitulierten am 8. Mai 1945 und zogen in sowjetische Gefangenschaft.

## Unterstellung und Einsatz
| Zeitraum       | Armeekorps | Armee                | Heeresgruppe | Ort                         |
| -------------- | ---------- | -------------------- | ------------ | --------------------------- |
| September 1939 | I          | 3. Armee             | Nord         | Ostpreußen, Polen           |
| Dezember 1939  | Reserve    |                      | B            | Niederrhein                 |
| Januar 1940    |            | 6. Armee             | B            | Niederrhein, Belgien, Lille |
| Juni 1940      | I          | 4. Armee             | B            | Somme, Loire                |
| Juli 1940      | I          | 7. Armee             | B            | Atlantikküste               |
| September 1940 | Reserve    | 7. Armee             | B            | Atlantikküste               |
| November 1940  | XXXI       | 7. Armee             | D            | Atlantikküste               |
| März 1941      | Reserve    | 18. Armee            | B            | Ostpreußen                  |
| April 1941     | I          | 18. Armee            | B            | Ostpreußen                  |
| Mai 1941       | I          | 18. Armee            | C            | Ostpreußen                  |
| Juni 1941      | I          | 18. Armee            | Nord         | Ostpreußen – Wolchow        |
| September 1941 | I          | 16. Armee            | Nord         | Wolchow – Ladoga            |
| Dezember 1941  | I          | 18. Armee            | Nord         | Wolchow – Ladoga            |
| Mai 1942       | XXVIII     | 18. Armee            | Nord         | Wolchow – Ladoga            |
| Februar 1943   | XXVI       | 18. Armee            | Nord         | Wolchow – Ladoga            |
| Oktober 1943   | LIV        | 18. Armee            | Nord         | Leningrad                   |
| Februar 1944   | L          | 18. Armee            | Nord         | Pskow                       |
| März 1944      | XXVI       | Armeeabteilung Narwa | Nord         | Narwa                       |
| Juni 1944      | XXXXIII    | Armeeabteilung Narwa | Nord         | Narwa                       |
| Juli 1944      | III. SS    | Armeeabteilung Narwa | Nord         | Narwa, Pernau, Riga         |
| Oktober 1944   | I          | 18. Armee            | Nord         | Kurland                     |
| Dezember 1944  | X          | 18. Armee            | Nord         | Kurland                     |
| Januar 1945    | I          | 18. Armee            | Nord         | Kurland                     |
| Februar 1945   | II         | 18. Armee            | Kurland      | Kurland                     |
| März 1945      | L          | 18. Armee            | Kurland      | Kurland                     |

## Kommandeure
| Dienstgrad      | Name                     | Datum             |
| --------------- | ------------------------ | ----------------- |
| Generalleutnant | Günther von Niebelschütz | 1. Oktober 1934   |
| Generalleutnant | Max Bock                 | 1. April 1937     |
| Generalleutnant | Herbert von Böckmann     | 23. Oktober 1939  |
| Generalleutnant | Siegfried Thomaschki     | 28. Januar 1942   |
| Generalleutnant | Karl Burdach             | 7. September 1943 |
| Generalleutnant | Hellmuth Reymann         | 1. April 1944     |
| Generalleutnant | Gerhard Feyerabend       | 18. November 1944 |

## Gliederung
- Grenadier-Regiment 2
- Grenadier-Regiment 23
- Grenadier-Regiment 44
- Artillerie-Regiment 11
- Divisionseinheiten 11
- Infanterie-Regiment 23

siehe auch: Gliederung einer Infanterie-Division der Wehrmacht

## Bekannte Divisionsangehörige
- Kurt Hähling (1897–1983), war von 1953 bis 1963 für die NDPD Abgeordneter des Bezirkstages Dresden und stellvertretender Vorsitzender seiner Partei